# Jan II oświęcimski
Jan II oświęcimski (ur. ok. 1330, zm. w 1375 lub 1376), książę oświęcimski w latach 1372–1375/6, ze śląskiej linii Piastów.
Jan II był jedynym synem księcia oświęcimskiego Jana I Scholastyka  i jego pierwszej żony, nieznanej z imienia. 
Jeszcze za życia ojca w bliżej nieznanym momencie został dopuszczony do formalnych współrządów. Około 1366 Jan II ożenił się z Jadwigą, córką księcia brzeskiego Ludwika I, z którą dochował się syna i córek:
- Jana III
- Anny (żony możnowładcy czeskiego Puty II z Czastolovic, a potem nieznanego bliżej Aleksandra)
- Katarzyny (zmarłej po 5 listopada 1403).

Pełnię władzy w księstwie oświęcimskim Jan II objął po śmierci ojca w 1372. Fakt ten został następnie potwierdzony przez króla czeskiego Wacława IV w dniu 9 października 1372. Jan II musiał jednak wyrazić zgodę na oddanie władztwa w przypadku swojej bezpotomnej śmierci księciu cieszyńskiemu Przemysławowi Noszakowi.
Zastanawiające jest tutaj pominięcie faktu, że Jan II posiadał już wtedy syna imiennika. Być może, podobnie jak to miało miejsce w przypadku Jana I, Jan III był przeznaczony początkowo do kariery duchownej.
U progu swojego panowania książę popadł w znaczne trudności finansowe zobowiązując się spłacić sumy zagarnięte przez ojca ze scholasterii krakowskiej.
O rządach Jana II nie wiemy prawie nic. Książę oświęcimski zmarł pomiędzy 1 czerwca 1375 a 8 października 1376. Został pochowany w kościele dominikanów w Oświęcimiu.